# Jean Hoerni
Jean Amédée Hoerni (Ginevra, 26 settembre 1924 – Seattle, 12 gennaio 1997) è stato un imprenditore e inventore svizzero, annoverato tra i pionieri della realizzazione dei transistor in silicio.

## Biografia
Dopo aver conseguito il dottorato in Fisica sia all'Università di Ginevra sia all'Università di Cambridge, nel 1952 si trasferì negli Stati Uniti d'America per lavorare presso il California Institute of Technology (Caltech), dove conobbe William Bradford Shockley, uno dei creatori del transistor.
Alcuni anni più tardi fu contattato da Shockley per lavorare allo Shockley Semiconductor Laboratory, ma poi decise di abbandonarlo e assieme ad altri 7 ingegneri di quell'azienda (riuniti nel gruppo dei cosiddetti "Traitorous Eight") fondò la Fairchild Semiconductor, in cui sviluppò ed inventò il processo planare, che consentì la realizzazione dei transistor in silicio al posto del germanio.
Nel 1961, assieme a Jay Last e Sheldon Roberts, fondò l'Amelco (in seguito assorbita da Teledyne). Nel 1964 fondò la Union Carbide Electronics e nel 1967 Intersil. È stato insignito dell'Edward Longstreth Medal nel 1969 e del Premio McDowell nel 1972. È morto di mielofibrosi a 72 anni.